# Slaget vid Crug Mawr
Slaget vid Crug Mawr. ibland kallt för slaget vid Cardigan, ägde rum i september eller oktober 1136 som en del i maktkampen mellan walesare och normander över kontrollen av Ceredigion i västra Wales.
Slaget ägde rum i närheten av byn Penparc utanför Cardigan, förmodligen på den kulle som nu heter Banc y Warren, och resulterade i en tydlig walesisk seger, något som förhindrade normandernas expansion i västra Wales under några år.

## Bakgrund
Efter att Henrik I avled 1135 bröt ett uppror mot normandernas styre ut i södra Wales, där walesarna gick segrande ur slaget vid Llwchwr den 1 januari 1136. Richard Fitz Gilbert de Clare, en av de normandiska herremän med förläning vid den walesiska gränsen, hade på grund av Henrik I:s död varit iväg från Wales och återkom först i april, då han ryckte in mot Ceredigion med en mindre styrka. Han råkade ut för ett bakhåll, i vilket han besegrades och dödades av Iorwerth ab Owains styrkor.
När nyheten om Richards död spreds ledde Owain Gwynedd och Cadwaladr ap Gruffydd en invasion in i norra Ceredigion, där de erövrade ett antal borgar innan de återvände till Gwynedd. I oktober 1136 invaderade de återigen Ceredigion, denna gång allierade med Gruffydd ap Rhys. De kombinerade walesiska styrkorna ryckte fram mot Cardigan och uppgick till 8 000 man, där kavalleriet bestod av 2 000 man. Normanderna besatt borgen vid Cardigan och hade dragit ihop styrkor, åtminstone 3 000 man, från närliggande städer och borgar för att kunna möta hotet från den annalkande armén.

## Slaget
Ungefär 3 km utanför Cardigan stötte den walesiska armén ihop med en normandisk styrka ledda av Robert fitz Martin, Robert fitz Stephen och bröderna William och Maurice FitzGerald. Efter en hård strid, vilken kan vara en av de första gångerna den walesiska långbågen använts som ett vapen i strid, började de normandiska styrkorna att fly och blev förföljda ända till floden Afon Teifi. Den bro över floden som fungerade som flyktväg för många kollapsade under vikten av alla soldater vilket fick till följd att många hundra normander sägs ha drunknat. Totalt uppges normanderna ha förlorat 3 000 man till följd av slaget.